# Antoine Marie Charles Garnier
Pour les articles homonymes, voir Garnier.
Antoine-Marie-Charles-Garnier, né le 7 septembre 1742 à Troyes, mort le 9 septembre 1805 à Blaincourt-sur-Aube, est un homme politique de la Révolution française. 

## Biographie
En septembre 1792, alors qu'il est procureur de la ville de Troyes, Garnier est élu député du département de l'Aube, le huitième sur neuf, à la Convention nationale. Il y est surnommé Garnier de l'Aube pour être différencié de son collègue homonyme « Jacques Garnier de Saintes ». 
Garnier siège sur les bancs de la Montagne. Lors du procès de Louis XVI, il vote la mort et rejette l'appel au peuple et le sursis à l'exécution. En avril 1793, il ne participe pas au scrutin sur la mise en accusation de Jean-Paul Marat. En mai de la même année, il vote contre le rétablissement de la Commission des Douze. 
Lors de la crise du 9 thermidor, il aurait apostrophé Robespierre, momentanément incapable de s'exprimer : « C'est le sang de Danton qui t'étouffe », quoique la phrase soit également attribuée à Louis Legendre. 
En brumaire an III (novembre 1794), Garnier est élu membre du Comité de Sûreté générale, dont il sort trois mois plus tard lors du renouvellement de ventôse (mars 1795).
Élu député de la Guyane en 1795, son élection est annulée.